# Аскеранська фортеця
Аскеранська фортеця, чи Майраберд, (азерб. Əsgəran qalası, вірм. Ասկերան, Մայրաբերդ) — фортеця у південної околиці міста Аскеран в Нагірному Карабасі. Розташоване у м. Аскеран Ходжалинського району Азербайджану прямо на трасі Степанакерт — Акн, яка проходить крізь фортецю. Знаходиться в 16-17 км на північний схід від Степанакерта. Може згадуватися також як Аскаран, Аскатран, Аскетран.
Товщина стін фортеці становить 2 м, висота — 9 м. На стінах знаходяться круглі вежі, побудовані з дрібної гальки і колотого вапняку на вапняному розчині. Вежі служили наглядовими пунктами. На стінах були вузькі коридори, що служили для сполучення між вежами. Неприступною фортецею робили подвійні стіни і ландшафт: вона розташована серед гір в ущелині.
До цього дня досить добре збереглися захисні стіни, вхід і башти, що тягнуться по гірському схилу.
У середньовіччі на цьому місці знаходилася фортеця і вірменське селище, що називалися Майраберд (вірм. Մայրաբերդ).
У XVIII столітті з ініціативи Панах-хана для охорони підступів до Шуші тут була побудована потужна фортеця, укріплена подвійними стінами.

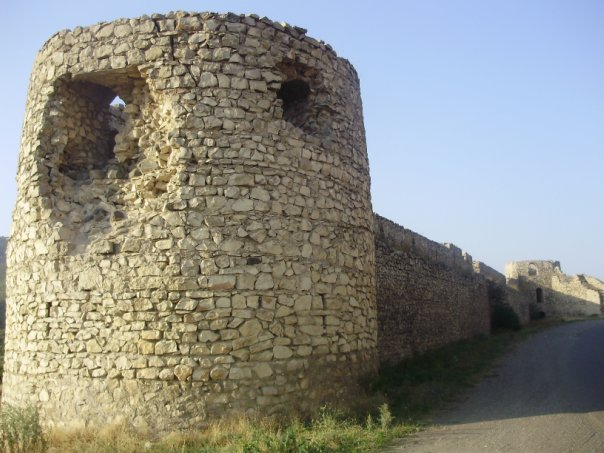
Одна зі стін фортеці

У червні 1805 р. під час російсько-перської війни через фортецю проходив шлях наступаючої на Шуші більш ніж 40-тисячної перської армії. З ініціативи генерала Ціціанова в Карабасі були сформовані вірменські добровільні загони. Один з цих загонів на чолі з меликом Вані та Акопом Юзбаши Атабекянами взяв участь у битві поблизу стін фортеці. Загін майора Карягіна, котрий складався з 400 бійців і прямував до Шуші, потрапив в оточення на пагорбі в селі Храморт. Добровольці вивели російський загін з оточення на північ у села Кусапат і Мохратах (нині Мартакертський район). Поставлена жителями Храморта пам'ятна дошка увічнила пам'ять російських і вірменських воїнів, полеглих при обороні Шуші і Аскерана в червні-липні 1805 року.
У 1918—1920 роках тут знаходився захищаючий Каркарську долину гарнізон під командуванням полковника Бадалкохяна. Фортеця була зруйнована мусаватистами при штурмі міста в 1920 році.
Нині фортеця знаходиться у хорошому стані завдяки реставрації, проведеної у 2002 році.